# Braymer (Missouri)
Braymer est une ville du comté de Caldwell, dans le Missouri, aux États-Unis,. Située à l'est du comté, elle est fondée en 1887 et incorporé en 1888.

## Démographie
Lors du recensement de 2010, la ville comptait une population de 878 habitants. Elle est estimée, en 2016, à 853 habitants.